# گستون گلس
گستون گلس (انگلیسی: Gaston Glass؛ ‏ ۳۱ دسامبر ۱۸۹۹ – ۱۱ نوامبر ۱۹۶۵) بازیگر و تهیه‌کننده اهل فرانسه و ایالات متحده آمریکا بود. وی بین سال‌های ۱۹۱۷ تا ۱۹۴۳ میلادی فعالیت می‌کرد.
از فیلم‌هایی که وی در آن نقش داشته‌است، می‌توان به بکی شارپ، گوریل، گردان گمشده، روابط همسر و جاسوسی اشاره کرد.